# Помаро (Кјети)
Помаро (итал. Pomaro) је насеље у Италији у округу Кјети, региону Абруцо.
Према процени из 2011. у насељу је живело 51 становника. Насеље се налази на надморској висини од 324 м.